# Лукойл Арена
«Лукойл Арена» (до 18 марта 2021 года: «Откры́тие Аре́на»; до 1 января 2024 года: «Откры́тие Банк Аре́на») — футбольный стадион в Москве, расположен в районе Покровское-Стрешнево, Северо-Западного административного округа.
Домашняя арена клуба «Спартак» (Москва). Построен на территории бывшего Тушинского аэродрома. Принимал матчи Кубка конфедераций 2017 года и чемпионата мира 2018 года, во время этих турниров согласно требованиям ФИФА и УЕФА по именованию стадионов носил название «Спарта́к». Вмещает 45 496 зрителей, является вторым по вместимости футбольным стадионом в Москве после «Лужников» и четвёртым по этому показателю в России. Открыт 5 сентября 2014 года матчем «Спартака» с сербской «Црвеной звездой» (1:1). Лучший российский стадион по версии британского сайта money.co.uk, а также делит 11—15 места в рейтинге среди всех европейских стадионов.

## Предыстория
Своего стадиона у московского «Спартака» не было с момента основания клуба в 1922 году. Домашние матчи команда проводила на стадионах «Лужники», «Локомотив», «Динамо», «Торпедо», «Олимпийский».
Первая попытка возвести домашнюю арену была предпринята в 1994 году. Правительство Москвы выделило участок земли в районе Ботанического сада, но в марте 1999 года запретило строить стадион на этом месте из-за протестов общественных организаций и местных жителей. Было предложено заложить стадион в этом же районе, но в другом месте. Выбранная территория была равноудалена сразу от четырёх станций метро: «Ботанический сад», «Свиблово», «Отрадное» и «Владыкино». Под строительство стадиона вместимостью 52 тысячи человек было выделено 39 гектаров. Начало работ по возведению стадиона было намечено на 2001 год, однако вскоре выяснилось, что часть выбранной территории принадлежит Всероссийскому выставочному центру, который потребовал от клуба арендную плату в размере 30 миллионов долларов США. В итоге строительство так и не было начато.
В сентябре 2001 года был разработан план по возведению стадиона на пересечении Мичуринского проспекта и улицы Лобачевского. Предполагалось построить стадион вместимостью на 10 тысяч человек меньше по сравнению с предыдущим, но с парком развлечений на территории. Однако по ряду причин, включая недостаток средств у правительства Москвы и у «Спартака», стадион построен не был.

## История
7 февраля 2006 года вышло Распоряжение Правительства РФ № 169-р «О строительстве многофункционального комплекса спортивной направленности»:
Принять предложение Росспорта, согласованное с Минэкономразвития России и Минобороны России, о строительстве за счёт средств общероссийской общественной организации «Всероссийское добровольное общество „Спортивная Россия“», общества с ограниченной ответственностью «Стадион „Спартак“» и общероссийской общественной организации «Российская автомобильная федерация» многофункционального комплекса спортивной направленности с соответствующей инфраструктурой на предоставленном в пользование федеральному государственному унитарному предприятию «Национальный аэроклуб России им. Чкалова» земельном участке площадью 226 га (кадастровый номер 77:08:150010:01), расположенном в г. Москве, Волоколамское шоссе, владение 67.
12 февраля 2006 года на награждении команды серебряными медалями председатель совета директоров клуба Леонид Федун, зачитал это распоряжение правительства РФ и отметил, что этот документ появился при поддержке премьер-министра Михаила Фрадкова и президента Владимира Путина. «Надеюсь, через три года у нас будет свой стадион», — сказал спартаковский руководитель.
В ноябре 2006 года было решено построить стадион в районе Тушинского аэродрома. Финансирование строительства было гарантировано со стороны председателя совета директоров «Спартака» и вице-президента ОАО «Лукойл» Леонида Федуна. 2 июня 2007 года состоялась торжественная церемония закладки первого камня в основание будущего стадиона. В заложенной капсуле было оставлено послание потомкам, которое подписали мэр Москвы Юрий Лужков, глава Росспорта Вячеслав Фетисов и Леонид Федун.
Строительство несколько раз приостанавливалось — сначала из-за бюрократических проволочек и особенностей расположения (рядом пролегает тоннель Таганско-Краснопресненской линии метро), затем в связи с мировым финансово-экономическим кризисом. Первоначально планировалось, что стадион будет готов уже в 2009—2010 году, но в 2009 году был только разработан проект данного спортивного объекта. Более того, в 2010 году проект был пересмотрен, так как первоначально утверждённый вариант был отвергнут архитектурным советом. Проект в итоге подготовила американская международная корпорация AECOM совместно с британскими архитекторами из Dexter Moren Associates.
19 февраля 2013 года стало известно, что новому стадиону будет присвоено наименование «Открытие Арена» по названию спонсора — банка «Открытие». Сумма сделки — 1 млрд 208 млн рублей, в соответствии с ней стадион будет носить это название 6 лет. В сентябре 2018 года соглашение между «Спартаком» и банком «ФК Открытие», который в 2017 году перешёл под контроль Банка России, было продлено до 2023 года. Финансовые условия нового соглашения раскрыты не были.

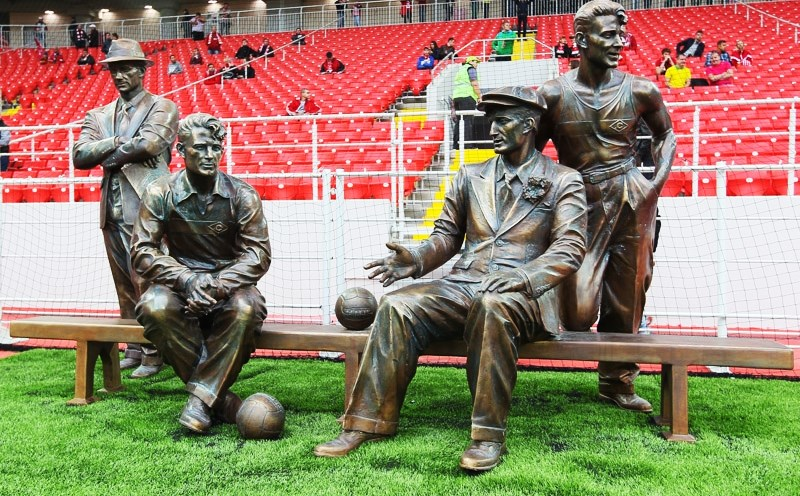
Памятник братьям Старостиным перед северной трибуной стадиона

21 августа 2014 года около футбольного поля стадиона рядом с трибуной «B» был установлен памятник четырём братьям Старостиным. Рядом со стадионом была открыта скульптурная фигура гладиатора высотой 24,5 метра (вместе с постаментом; автор — Александр Рукавишников). В 2013 году сообщалось, что планируется установить памятники и другим прославленным спартаковцам — Игорю Нетто и Никите Симоняну. 12 октября 2015 года возле стадиона был открыт бронзовый памятник легендарному футболисту «Спартака» и сборной СССР Фёдору Черенкову. На четвёртом этаже западной трибуны открыт «Зал славы ФК „Спартак“» общей площадью около 800 м².
27 августа 2014 года недалеко от стадиона была открыта станция метро «Спартак» (ранее — «Волоколамская») Таганско-Краснопресненской линии, строительство которой было законсервировано в 1975 году и возобновлено в 2013 году в связи со строительством стадиона. 30 августа на новом стадионе прошёл товарищеский матч между командами ветеранов футбольного клуба «Спартак» (два тайма по 20 минут) в присутствии около 8 000 зрителей.

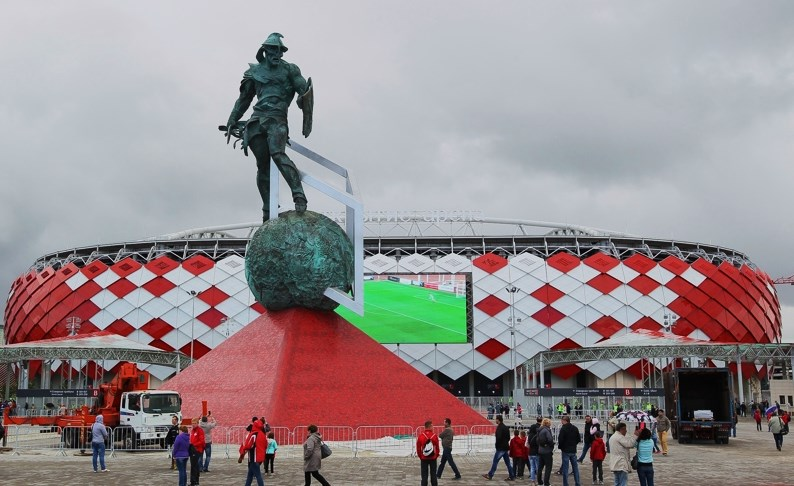
Статуя гладиатора перед входом на «Лукойл Арену»

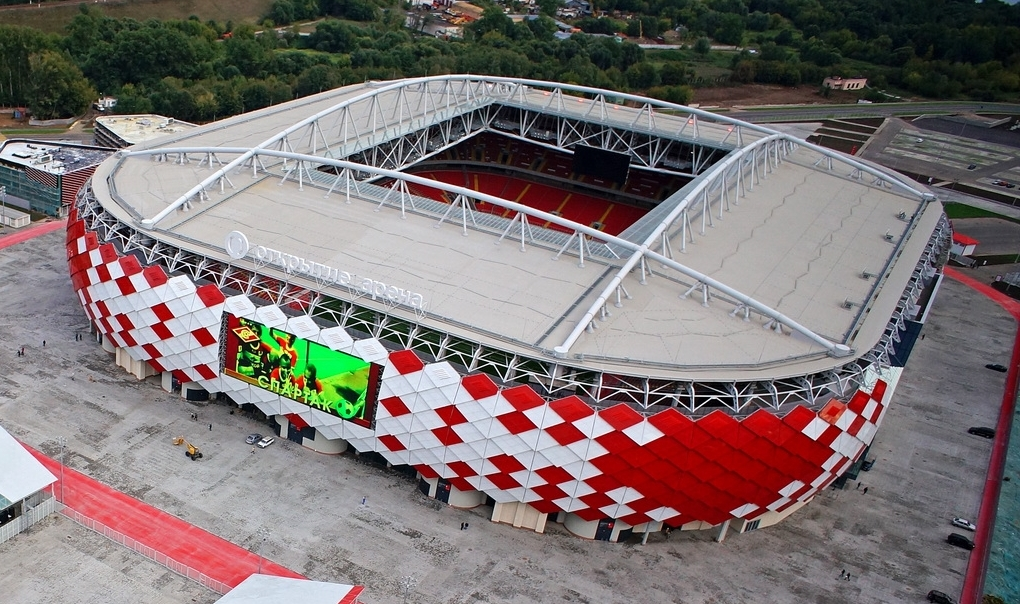
Аэрофотография стадиона в 2014 году

Матчем открытия стадиона стала товарищеская игра 5 сентября 2014 года между «Спартаком» и сербской «Црвеной Звездой» (1:1), которую посетили 37 734 человека. Первый мяч на новом стадионе забил защитник «Спартака» Дмитрий Комбаров. В первом официальном матче на стадионе, 14 сентября, «Спартак» в рамках седьмого тура Российской премьер-лиги 2014/2015 обыграл московское «Торпедо» со счётом 3:1 (два мяча у «Спартака» забил Квинси Промес, один — Хосе Хурадо).
12 октября 2014 года, в рамках отборочного турнира чемпионата Европы 2016 года, свой первый матч на стадионе провела сборная России по футболу, принимавшая сборную Молдавии. Матч закончился вничью — 1:1.
Первое поражение на новом стадионе «Спартак» потерпел 8 марта 2015 года от ФК «Краснодар» (1:3) в матче чемпионата России.
В 2018 году «Открытие Арена» была признана лучшим стадионом России.
4 ноября 2019 года в матче чемпионата России против тульского «Арсенала» (0:1) «Спартак» провёл свой 100-й матч на «Открытии Арене».
18 марта 2021 года стадион московского «Спартака» официально был переименован в «Открытие Банк Арена», новое название стадиона станет использоваться во всех рекламных и информационных материалах, а также в коммуникациях.
22 августа 2022 года «Лукойл» объявил о покупке стадиона. 1 января 2024 года, после окончания контракта с банком «Открытие», стадион стал носить название «Лукойл Арена».

### Хронология строительства

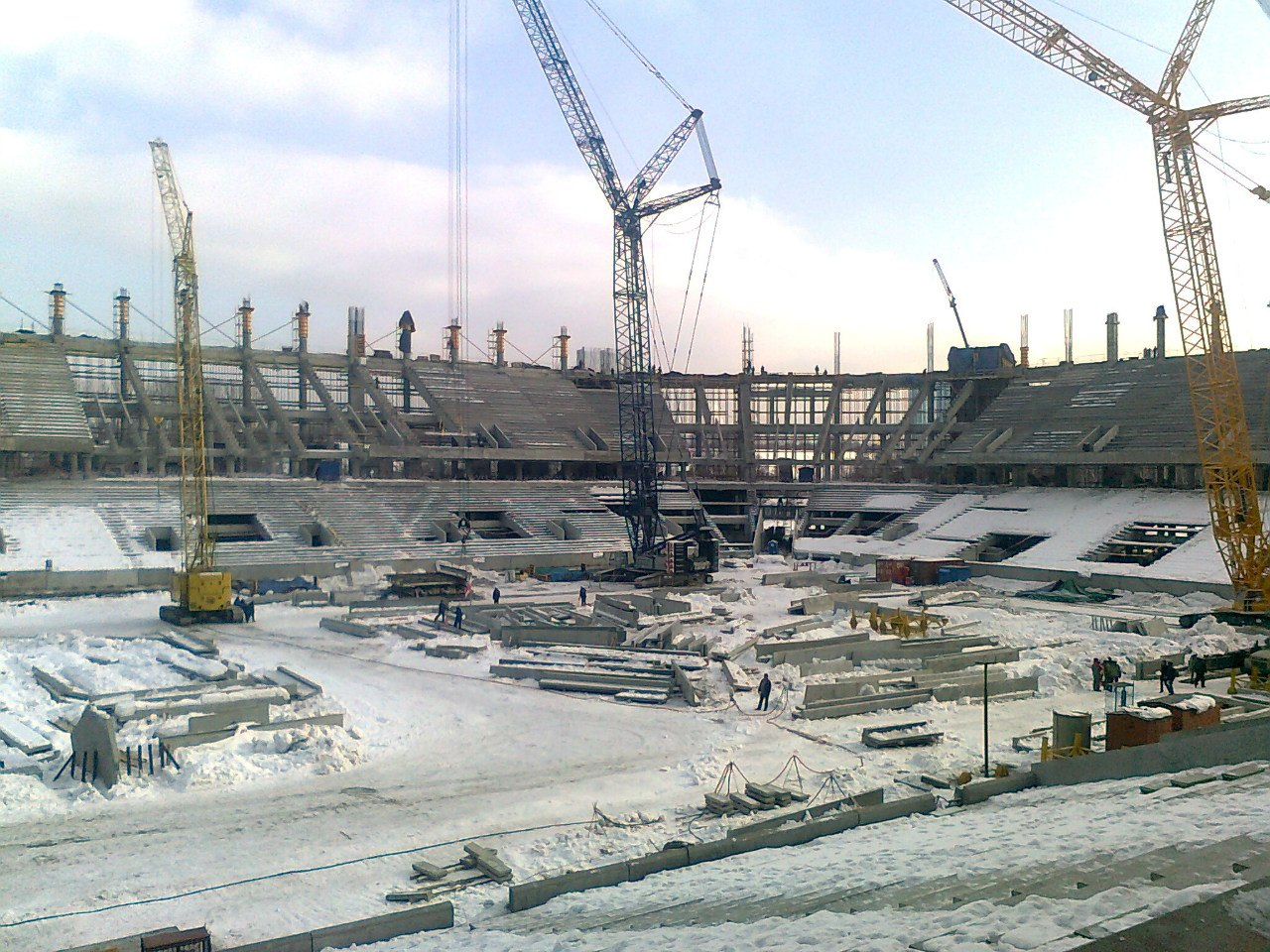
Строительство стадиона, февраль 2013 года

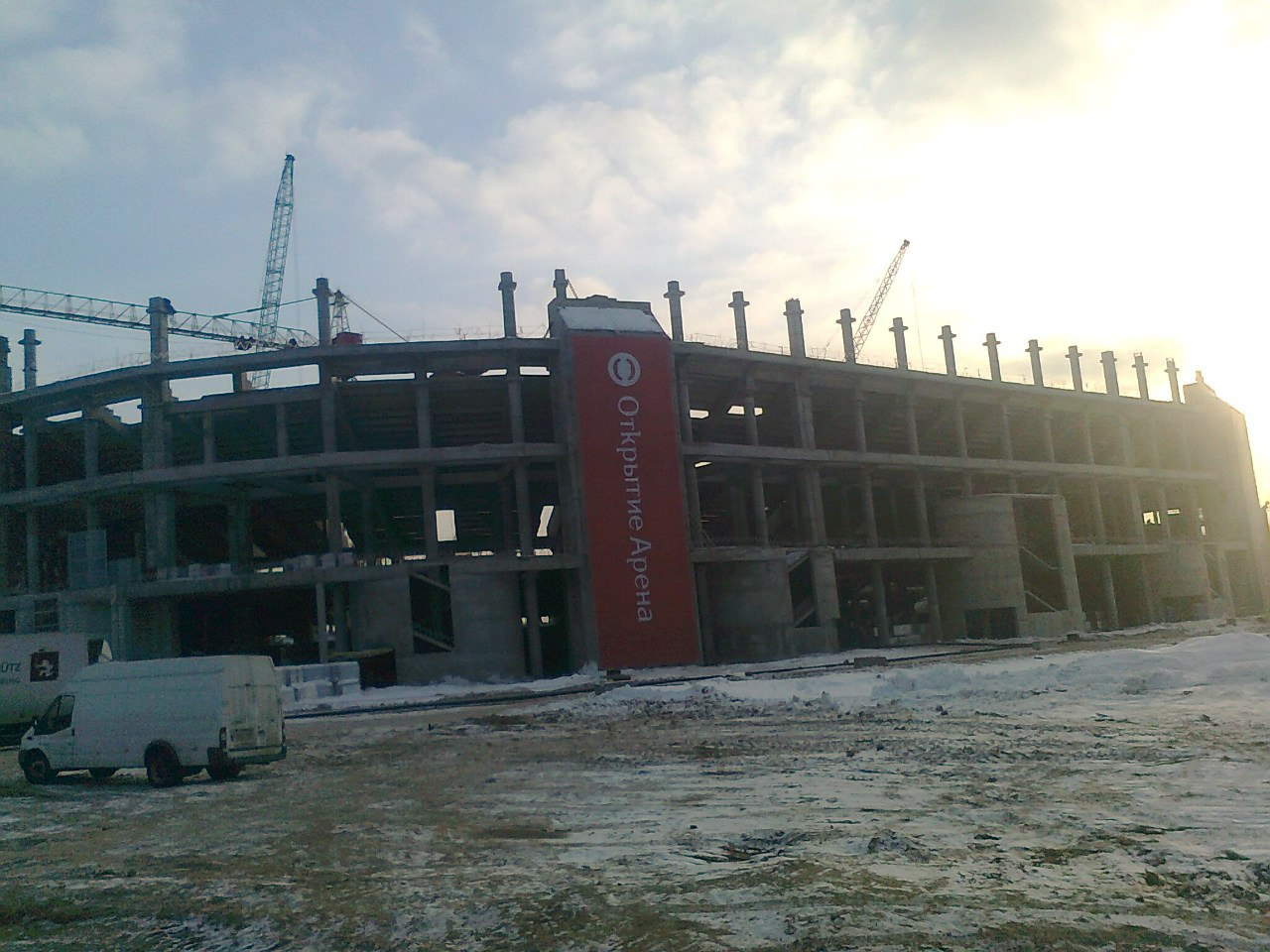
Стадион в день объявления названия, 19 февраля 2013 года

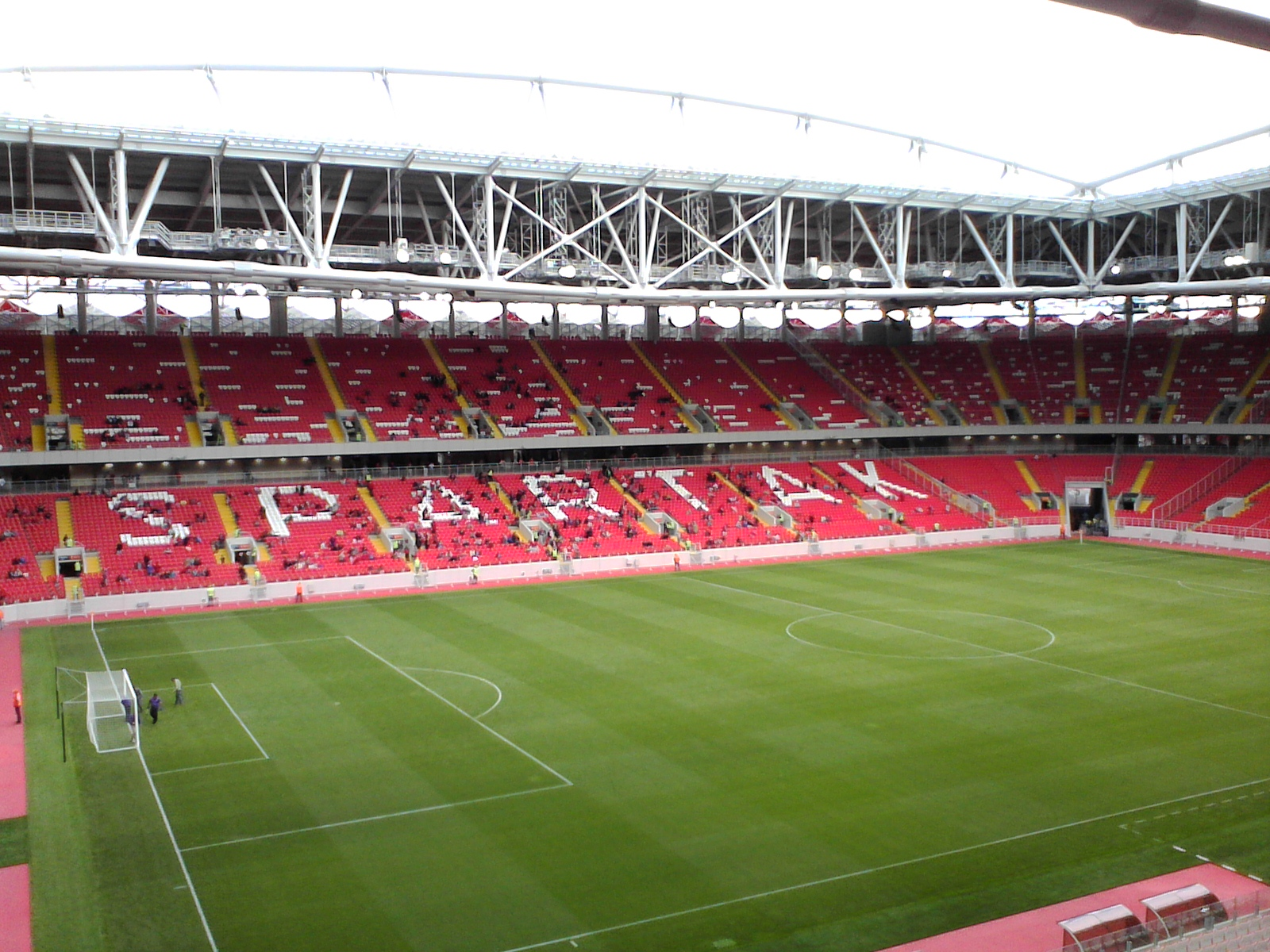
Трибуна Игоря Нетто

- июнь — октябрь 2010 года — подготовительные работы[38][39];
- октябрь 2010 — апрель 2011 года — бурение скважин и бетонирование свай;
- апрель — сентябрь 2011 года — армирование и бетонирование нулевого цикла стадиона;
- сентябрь — декабрь 2011 года — завершение работ по нулевому циклу;
- январь — март 2012 года — возведения конструкций и залов цокольного этажа. Бетонирование площадок;
- апрель 2012 года — завершение работ по возведению цоколя и бетонированию площадок;
- май — август 2012 года — бетонирование второго и третьего этажей;
- ноябрь — декабрь 2012 года — завершение монолитных работ на Северной, Южной и Восточной трибунах;
- январь 2013 года — начало отделочных работ северной части стадиона;
- февраль 2013 года — монтаж опорных систем под металлоконструкции ферм покрытия;
- март 2013 года — завершение монолитных работ;
- апрель 2013 года — монтаж опоры для металлоконструкции козырька;
- май 2013 года — монтаж металлической фермы покрытия арены, монтаж каркасов помещений для ГК «Шоколадница»;
- июнь 2013 года — чистовая отделка внутренних помещений;
- июль 2013 года — отделка лестниц плитами из камня;
- август 2013 года — остекление ВИП-лож на Западной трибуне;
- сентябрь 2013 года — начало возведения входных групп, остекление внешнего фасада Западной трибуны;
- октябрь 2013 года — завершение сборки металлических ферм покрытия арены;
- январь 2014 года — начало отделочных работ[40];
- февраль 2014 года — начало монтажа кресел;
- март 2014 года — завершение монтажа козырька стадиона и установки видеоэкранов в южной и северной трибуне;
- май 2014 года — завершение установки кресел, завершение выращивания газона, завершение установки экранов;
- июнь 2014 года — начало отделки фасада стадиона;
- август 2014 года — техническое открытие стадиона.

### Стоимость строительства
В 2007 году первоначальная стоимость строительства составляла 150 миллионов евро. Впоследствии Леонид Федун заявил, что благодаря мировому финансово-экономическому кризису 2008 года стоимость строительства может снизиться в два раза.
В сентябре 2011 года инвестором была заявлена ориентировочная сумма проекта в 12 миллиардов рублей, 2 миллиарда из которых пойдут на возведение крытой арены.
В феврале 2013 года Леонид Федун, оценив готовность стадиона на 80 %, сообщил, что стоимость строительства стадиона составит около 500 млн долларов США (около 15 млрд рублей). По окончании строительства Леонид Федун заявил, что итоговая стоимость стадиона составила 14,5 миллиарда рублей.

## Параметры стадиона

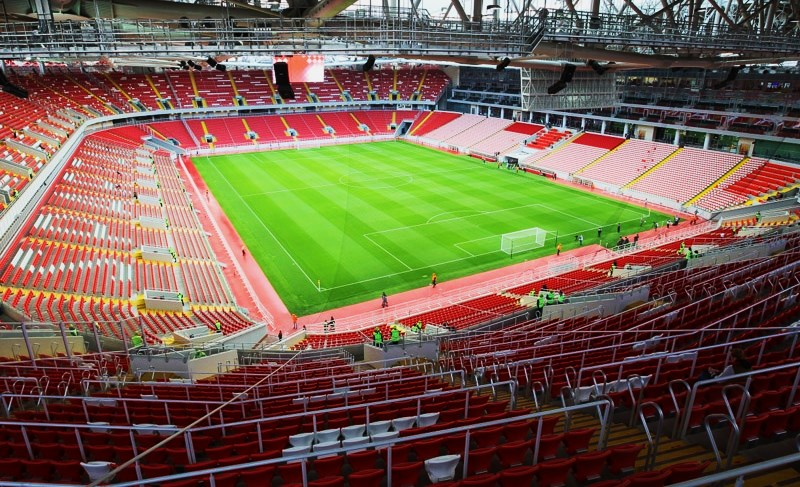
Вид с трибуны

Стадион представляет собой спортивный комплекс, состоящий из футбольного поля с трибунами вместимостью 45 496 человек (изначально предполагалось 35 тысяч) с возможностью расширения до 46 тысяч на время чемпионата мира по футболу 2018 года. Также существует проект по увеличению вместимости стадиона на пять тысяч. Кроме того, на территории Тушинского аэродрома планируется возвести две хоккейные арены, теннисную академию, центр водных видов спорта, несколько школ со спортивным уклоном и два детских сада со спортивным уклоном.

### Безопасность на стадионе
К чемпионату мира 2018 года на стадионе установили системы видеонаблюдения, идентификации болельщиков и оборудование для досмотров. Меры безопасности разрабатывали Оргкомитет ЧМ-2018, МВД и ФСБ совместно со службами стадиона.

### Условия посещения

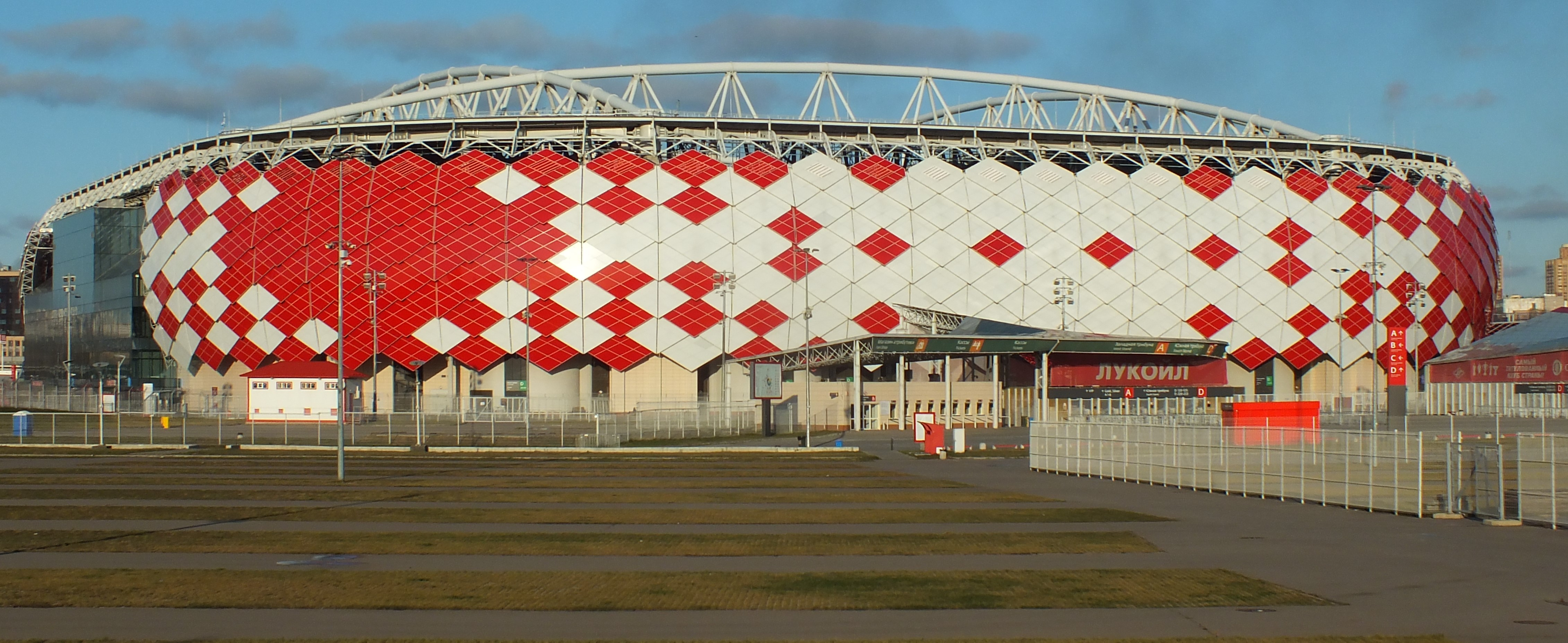
Южная («обратная») сторона стадиона

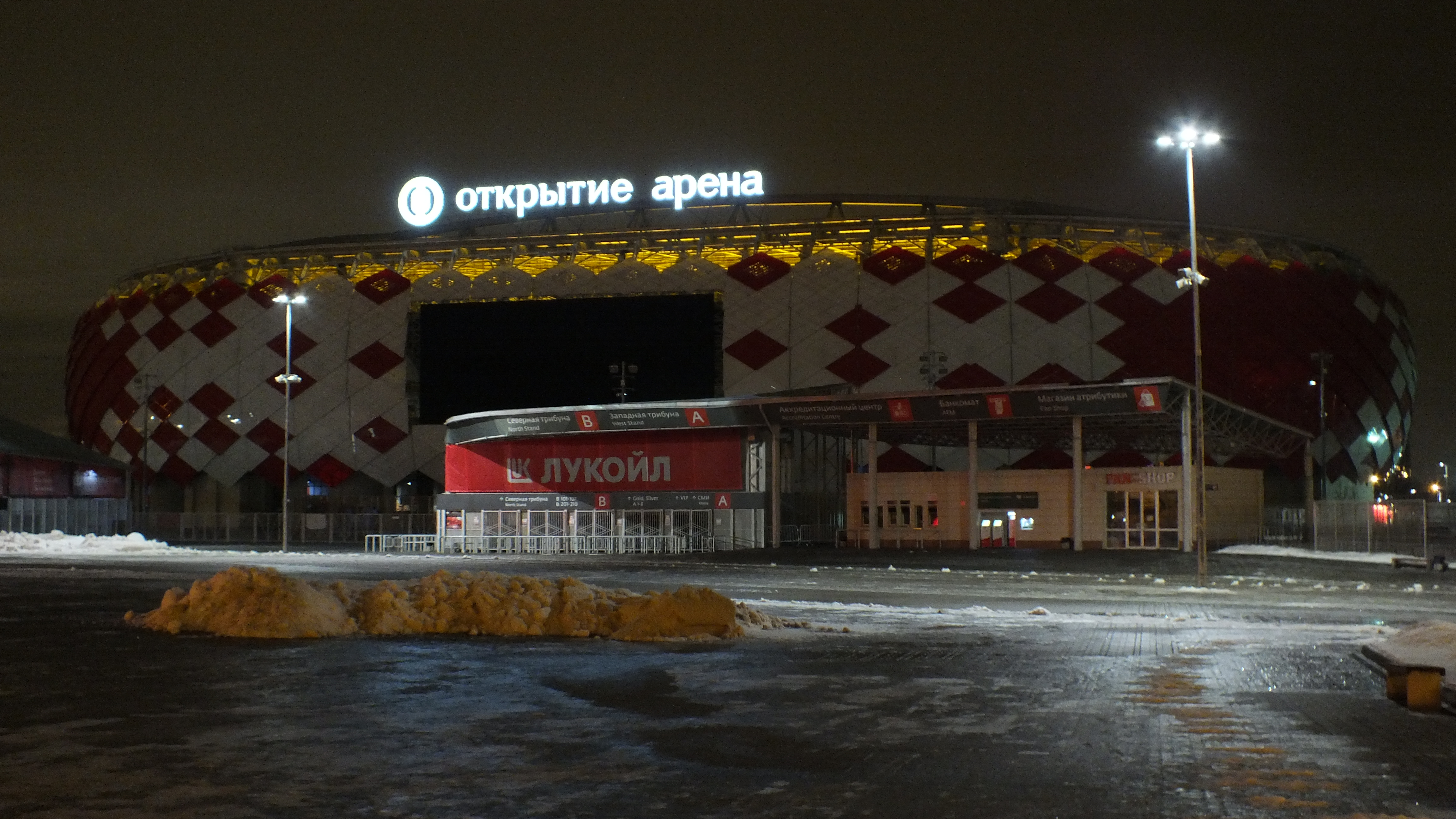
«Лукойл Арена» в ночное время

Добраться до стадиона можно от станции метро «Спартак», расположенной в непосредственной близости от стадиона. Также в пешей доступности от стадиона расположены станция метро «Тушинская» и ж/д станция Тушино МЦД-2 Рижского направления МЖД, а также остановки наземного городского транспорта.
Согласно Постановлению Правительства Москвы № 194-ПП от 4 мая 2012 года, открытие станции планировалось на ноябрь 2013 года, но затем сроки введения в эксплуатацию были смещены на май 2014 года, а впоследствии на 27 августа 2014 года. Открытие станции состоялось 27 августа 2014 года, одновременно с открытием стадиона. Помимо станции метро, в рамках реконструкции Волоколамского шоссе от МКАД до Ленинградского шоссе была построена транспортная развязка на пересечении Волоколамского шоссе с проездом Стратонавтов. Задача реконструкции — улучшение транспортного обслуживания стадиона, а также общей транспортной обстановки в районе Покровское-Стрешнево. Открытие транспортной развязки произошло 28 сентября 2015 года.
На всем стадионе можно будет расплатиться только банковскими картами (технология cash free). Обслуживанием карт занимается банк «Открытие». Абонементом на все матчи «Спартака» служит предоплаченная пополняемая карта MasterCard Prepaid PayPass — её можно активировать как банковскую или использовать как пропуск на стадион. Также можно использовать карту, получаемую в торговых автоматах на стадионе.

### Сервисы для зрителей
На стадионе предусмотрена навигационная помощь от волонтёров, камеры хранения, регистрация детей, бюро находок. Для людей с ограниченными возможностями выделены два сектора по 50 мест. Эта часть арены оборудована пандусами и лифтами.

## Международные матчи

### МатчиКубка конфедераций 2017
| Дата и время начала (UTC+3) | Команда 1  | Счёт        | Команда 2  | Этап                 | Зрителей |
| --------------------------- | ---------- | ----------- | ---------- | -------------------- | -------- |
| 18 июня, 21:00              | Камерун    | 0:2         | Чили       | Группа B             | 33 492   |
| 21 июня, 18:00              | Россия     | 0:1         | Португалия | Группа A             | 42 759   |
| 25 июня, 18:00              | Чили       | 1:1         | Австралия  | Группа B             | 33 639   |
| 2 июля, 15:00               | Португалия | 2:1 (д. в.) | Мексика    | Матч за третье место | 42 659   |

### Матчичемпионата мира 2018
| Дата и время начала (UTC+3) | Команда 1 | Счёт          | Команда 2 | Этап       | Зрителей |
| --------------------------- | --------- | ------------- | --------- | ---------- | -------- |
| 16 июня, 16:00              | Аргентина | 1:1           | Исландия  | Группа D   | 44 190   |
| 19 июня, 18:00              | Польша    | 1:2           | Сенегал   | Группа H   | 44 190   |
| 23 июня, 15:00              | Бельгия   | 5:2           | Тунис     | Группа G   | 44 190   |
| 27 июня, 21:00              | Сербия    | 0:2           | Бразилия  | Группа E   | 44 190   |
| 3 июля, 21:00               | Колумбия  | 1:1, пен. 3:4 | Англия    | 1/8 финала | 44 190   |

### Матчисборной России по футболу
| Дата и время начала (UTC+3) | Соперник   | Счёт | Статус матча                                         | Зрителей |
| --------------------------- | ---------- | ---- | ---------------------------------------------------- | -------- |
| 12 октября 2014, 20:00      | Молдавия   | 1:1  | Отборочный турнир на чемпионат Европы 2016, 3-й тур  | 36 000   |
| 14 июня 2015, 21:00         | Австрия    | 0:1  | Отборочный турнир на чемпионат Европы 2016, 6-й тур  | 35 000   |
| 5 сентября 2015, 21:00      | Швеция     | 1:0  | Отборочный турнир на чемпионат Европы 2016, 7-й тур  | 43 678   |
| 12 октября 2015, 18:00      | Черногория | 2:0  | Отборочный турнир на чемпионат Европы 2016, 10-й тур | 37 800   |
| 26 марта 2016, 21:00        | Литва      | 3:0  | Товарищеский матч                                    | 35 406   |
| 21 июня 2017, 18:00         | Португалия | 0:1  | Кубок Конфедерации 2017, групповой этап, 2-й тур     | 42 759   |
| 7 сентября 2021, 21:45      | Мальта     | 2:0  | Отборочный турнир на чемпионат мира 2022, 6-й тур    | 10 508   |

## Концерты и фестивали
Стадион используется для проведения концертов и фестивалей.
- 12 июня 2015 года на стадионе состоялся фестиваль индийских красок Холи[69].
- 19 июня 2015 года на стадионе прошёл фестиваль Park Live[70].
- 19 июня 2016 года на стадионе прошёл фестиваль «Максидром»[71], хэдлайнером фестиваля выступила группа Rammstein[72].
- 9 и 10 июля 2016 года на стадионе прошёл фестиваль Park Live[73].
- 13 июля 2017 года на стадионе выступила группа «Ленинград»[74].
- 15 июля 2017 года на стадионе выступила знаменитая британская группа Depeche Mode[75].
- 13 июля 2018 года на стадионе выступила хард-рок группа Guns N’ Roses с туром Not In This Lifetime[76].
- 14 июня 2019 года на стадионе выступила группа «Ленинград»[77].
- 29 июня 2019 года на стадионе прошёл концерт группы «Машина времени», посвящённый их 50-летию[78].
- 19 июля 2019 года на стадионе выступил артист Эд Ширан[79].
- 8 июля 2023 года на стадионе выступила группа «Ночные снайперы» в честь 30-летия[80].

## В культуре

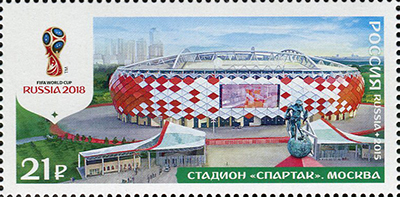
Марка, выпущенная в 2015 году, в рамках подготовки к чемпионату мира по футболу 2018 года

- В 2015 году была выпущена марка, посвящённая стадиону, как одному из мест проведения чемпионата мира по футболу 2018 года.
- На стадионе проходили съёмки фильмов «Эластико» (2016), «Тренер» (2018).